# ZZ Top
ZZ Top is een Amerikaanse southernrockband uit Houston, opgericht in 1969 door Billy Gibbons. De band behaalde zijn grootste successen in de jaren 70 en 80. ZZ Top is op het podium een driemansband bestaande uit Billy Gibbons (zang en gitaar), Dusty Hill (basgitaar en zang) en Frank Beard (drums). Dusty Hill overleed in 2021 en werd vervangen door Elwood Francis, Hills gitaartechnicus, die hem al eerder had vervangen.
De groep viel op door hun speciale uitdossing: Gibbons en Hill droegen altijd een zonnebril en een lange baard, volgens hen ontstaan uit luiheid toen de band een pauze inlaste omdat Frank Beard moest afkicken van zijn drugsverslaving. Beard (Engels voor baard) heeft juist geen baard.

## Geschiedenis
Toen de band in 1969 gevormd werd had deze nog een andere samenstelling. Alleen Billy Gibbons was er vanaf het begin bij. Al in het eerste jaar werden de andere twee leden vervangen waarna de band de uiteindelijke bekende samenstelling kreeg. In 2012 werd de band opgenomen in de Memphis Music Hall of Fame.
Op 28 juli 2021 overleed bassist Dusty Hill op 72-jarige leeftijd in zijn slaap. Daarmee kwam na 51 jaar een einde aan de vaste bezetting van ZZ Top.
Hill werd, naar zijn wens, vervangen door Elwood Francis op basgitaar (die hem al eerder verving tijdens Hills heupoperatie) en maakte de tournee af waar ze net aan begonnen waren. Francis was ook al te horen als extra gitarist tijdens liveoptredens.

## Bandnaam
De oorsprong van de naam van de band is lange tijd onbekend geweest en daardoor reden voor veel speculaties. Zoals dat het een samenvoeging zou zijn van twee merken vloeipapier: Zig-Zag en Top; dat het een tribuut zou zijn aan blueslegende Z. Z. Hill; en dat het op de Z-vormige balken van schuurdeuren zou slaan. Het werkelijke verhaal achter de naam is een ode aan zowel bluesmuzikant B.B. King als Z. Z. Hill.
Het idee kwam van Gibbons. De band repeteerde in een appartement met posters van blueslegenden aan de muur en het viel Gibbons op dat velen van hen initialen in hun artiestennamen gebruikten. Voor zijn eigen band wilde hij dit ook. Om zowel King als Hill te eren wilde hij de band eerst Z.Z. King noemen, maar dat klonk te veel als de blueslegende zelf. Aangezien B.B. King aan de top staat, werd het ZZ Top.

## Stijl

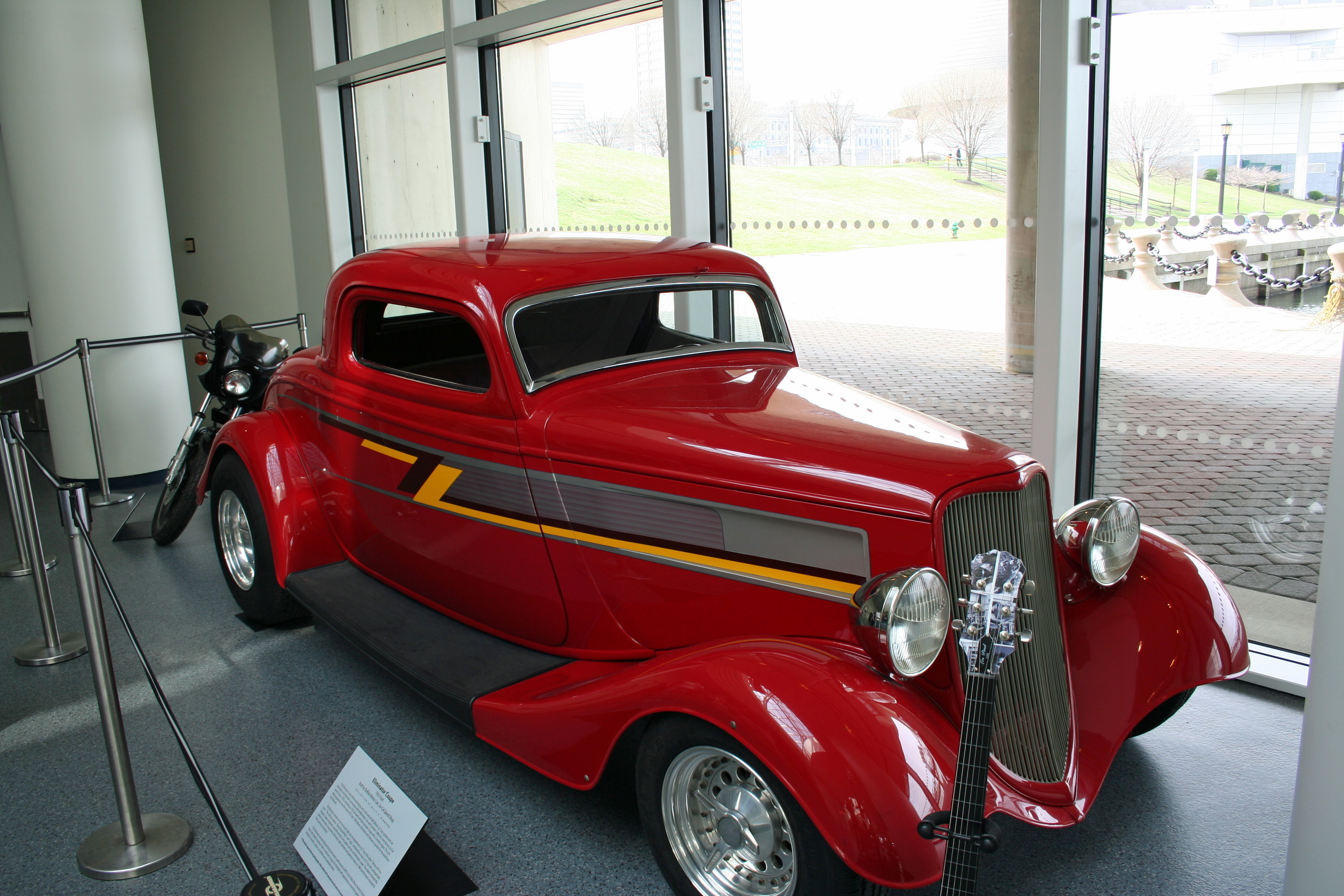
De ZZ Eliminator Car

Gitarist Billy Gibbons staat bekend om zijn onmiskenbare sound, "brown tone". Hij speelt voornamelijk op een classic 1959 Gibson Les Paul-gitaar, die hij Miss Pearly Gates noemt. Hij speelt met een "peso"-muntstuk of een quartermunt als plectrum. Aangezien deze munten een heftige aanslag op de snaren betekenden, stapte hij later over op zware plastic plectrums. Gibbons maakt veelvuldig gebruik van "flageoletten" of "pinch harmonics". De teksten vallen op door hun humor en dubbelzinnigheid.
Toen de band er in 1976 zeven jaar aan optredens op hadden zitten besloten ze een tijd los van elkaar rond te gaan reizen. Deze periode zou uiteindelijk twee jaar duren waarbij twee bandleden hun baard lieten staan.
Het album Eliminator uit 1983 was commercieel het meest succesvol. In de videoclip van Gimme All Your Lovin' werden de ZZ Eliminator Car (een hot rod op basis van een Ford Model B uit 1933), de ZZ Keychain en de drie ZZ Girls geïntroduceerd die in latere clips van het album steeds terug zouden keren en daarmee een onderscheidend onderdeel zouden worden. De clips gaan over mensen die even een steuntje in de rug nodig hebben waarbij de bandleden en de drie ZZ Girls in actie komen. De clips van Legs en Sharp Dressed Man wonnen beide een MTV Video Music Award.

## Gastoptredens
ZZ Top heeft een gastrol in de film Back to the Future Part III, als band die optreedt tijdens het dorpsfeest in het 19e-eeuwse Hill Valley. ZZ Top had ook een gastrol in een aflevering van Two and a Half Men.
ZZ Top kwam met het liedje "La Grange" in Guitar Hero III: Legends of Rock. Dit nummer was geïnspireerd op de Chicken Ranch, een bordeel vlak bij de grens van de stad La Grange, Texas.
Billy Gibbons speelt de vader van Angela Montenegro in de serie Bones en komt regelmatig voorbij in diverse afleveringen.

## Discografie

### Albums
| Album met eventuele hitnotering(en) in de Nederlandse Album Top 100 | Datum van verschijnen | Datum van binnenkomst | Hoogste positie | Aantal weken | Opmerkingen |
| ------------------------------------------------------------------- | --------------------- | --------------------- | --------------- | ------------ | ----------- |
| ZZ Top's First Album                                                | 1971                  | -                     |                 |              |             |
| Rio Grande Mud                                                      | 1972                  | -                     |                 |              |             |
| Tres Hombres                                                        | 1973                  | -                     |                 |              |             |
| Fandango!                                                           | 1975                  | -                     |                 |              |             |
| Tejas                                                               | 1976                  | -                     |                 |              |             |
| The Best of ZZ Top                                                  | 1977                  | -                     |                 |              |             |
| Degüello                                                            | 1979                  | -                     |                 |              |             |
| El Loco                                                             | 1981                  | -                     |                 |              |             |
| Eliminator                                                          | 1983                  | 05-01-1985            | 2               | 28           |             |
| Afterburner                                                         | 1985                  | 09-11-1985            | 29              | 14           |             |
| Recycler                                                            | 1990                  | 27-10-1990            | 58              | 6            |             |
| ZZ Top's Greatest Hits                                              | 1992                  | 25-04-1992            | 11              | 24           |             |
| Antenna                                                             | 1994                  | 29-01-1994            | 16              | 16           |             |
| One Foot in the Blues                                               | 1994                  | -                     |                 |              |             |
| Rhythmeen                                                           | 1996                  | 21-09-1996            | 45              | 6            |             |
| XXX                                                                 | 2001                  | -                     |                 |              |             |
| Mescalero                                                           | 2003                  | -                     |                 |              |             |
| Chrome, Smoke & BBQ                                                 | 2003                  | -                     |                 |              |             |
| Rancho Texicano                                                     | 2004                  | -                     |                 |              |             |
| Live From Texas                                                     | 2008                  | -                     |                 |              |             |
| Live In Germany                                                     | 2010                  | -                     |                 |              |             |
| La futura                                                           | 2012                  | 15-09-2012            | 46              | 1*           |             |
| The very baddest of ZZ-top                                          | 2014                  | -                     |                 |              |             |
| The heaviest                                                        | 2015                  | -                     |                 |              |             |

| Album met hitnotering(en) in de Vlaamse Ultratop 200 albums   | Datum van verschijnen | Datum van binnenkomst | Hoogste positie | Aantal weken | Opmerkingen |
| ------------------------------------------------------------- | --------------------- | --------------------- | --------------- | ------------ | ----------- |
| La futura                                                     | 10-09-2012            | 15-09-2012            | 28              | 11           |             |
| The very baddest of                                           | 20-06-2014            | 28-06-2014            | 100             | 8            |             |
| Tonite at midnight - live greatest hits from around the world | 09-09-2016            | 17-09-2016            | 108             | 2            |             |

### Singles
| Single met eventuele hitnotering(en) in de Nederlandse Top 40 | Datum van verschijnen | Datum van binnenkomst | Hoogste positie | Aantal weken | Opmerkingen                                       |
| ------------------------------------------------------------- | --------------------- | --------------------- | --------------- | ------------ | ------------------------------------------------- |
| Gimme all your lovin'                                         | 1983                  | 22-12-1984            | 8               | 11           | nr.3 Nationale Hitparade / nr.7 TROS Top 50       |
| Sharp dressed man                                             | 1983                  | 16-02-1985            | 9               | 9            | Veronica Alarmschijf Hilversum 3                  |
| Legs                                                          | 1984                  | 11-05-1985            | 35              | 3            | nr. 28 TROS Top 50 / nr. 17 Nationale Hitparade   |
| Rough boy                                                     | 1985                  | 27-06-1992            | -               | -            | nr. 81 in de Nationale Top 100                    |
| Viva Las Vegas                                                |                       | 25-04-1992            | 29              | 5            | Cover van Elvis Presley / nr.27 Nationale Top 100 |

| Single met hitnotering(en) in de Vlaamse Ultratop 50 | Datum van verschijnen | Datum van binnenkomst | Hoogste positie | Aantal weken | Opmerkingen                 |
| ---------------------------------------------------- | --------------------- | --------------------- | --------------- | ------------ | --------------------------- |
| Gimme all your lovin'                                | 17-03-1983            | 12-01-1985            | 11              | 9            | Nr. 9 in de Radio 2 Top 30  |
| Sharp dressed man                                    | 18-08-1983            | 23-02-1985            | 13              | 6            | Nr. 15 in de Radio 2 Top 30 |
| Legs                                                 | 26-05-1984            | 13-04-1985            | 27              | 5            | Nr. 24 in de Radio 2 Top 30 |
| Sleeping bag                                         | 27-09-1985            | 09-11-1985            | 32              | 2            |                             |
| Gimme all your lovin' 2000                           | 24-09-1999            | 02-10-1999            | tip6            | -            | met Martay                  |

### NPO Radio 2 Top 2000
| Nummers met noteringen in de NPO Radio 2 Top 2000 | '99 | '00 | '01 | '02 | '03 | '04 | '05 | '06 | '07 | '08 | '09  | '10 | '11  | '12  | '13  | '14  | '15  | '16  | '17 | '18 | '19 | '20  | '21 | '22  | '23  | '24  |
| ------------------------------------------------- | --- | --- | --- | --- | --- | --- | --- | --- | --- | --- | ---- | --- | ---- | ---- | ---- | ---- | ---- | ---- | --- | --- | --- | ---- | --- | ---- | ---- | ---- |
| Gimme All Your Lovin'                             | 201 | 174 | 118 | 170 | 124 | 196 | 192 | 239 | 242 | 187 | 321  | 341 | 355  | 624  | 519  | 417  | 549  | 511  | 553 | 898 | 958 | 1011 | 899 | 1022 | 1115 | 1159 |
| La Grange                                         | -   | -   | -   | -   | -   | -   | -   | -   | -   | -   | -    | -   | -    | -    | -    | -    | 1988 | 504  | 469 | 581 | 518 | 479  | 402 | 402  | 437  | 434  |
| Legs                                              | -   | -   | -   | -   | -   | -   | -   | -   | -   | -   | 1416 | -   | 1412 | 1474 | 1587 | 1412 | 1733 | 1920 | -   | -   | -   | -    | -   | -    | -    | -    |
| Sharp Dressed Man                                 | -   | -   | -   | -   | -   | -   | -   | -   | -   | -   | 740  | 675 | 562  | 693  | 544  | 430  | 483  | 613  | 634 | 855 | 844 | 1045 | 887 | 1015 | 1162 | 1069 |

1. ↑  Een '-' betekent dat het nummer niet was genoteerd en een vetgedrukt getal geeft de hoogste notering van een nummer aan.

### Dvd's
| Dvd's met hitnoteringen in de Nederlandse Music Top 30        | Datum van verschijnen | Datum van binnenkomst | Hoogste positie | Aantal weken | Opmerkingen |
| ------------------------------------------------------------- | --------------------- | --------------------- | --------------- | ------------ | ----------- |
| Live from Texas                                               | 2008                  | 14-06-2008            | 4               | 22           |             |
| Double down live - Live at rockpalast 1980 - On the road 2008 | 2009                  | 24-10-2009            | 14              | 4            |             |
| Double down live - Live at rockpalast 1980 - On the road 2008 | 2010                  | 12-06-2010            | 27              | 1            | heruitgave  |
| Live at Montreux 2013                                         | 2014                  | 26-07-2014            | 7               | 10*          |             |